# آریل گلد
آریل گلد (انگلیسی: Arielle Gold؛ زادهٔ ۴ مهٔ ۱۹۹۶) ورزشکار اسنوبردسواری اهل ایالات متحده آمریکا است.
وی در مسابقات کشوری و بین‌المللی در مجموع برندهٔ ۲ مدال طلا، ۴ مدال نقره، ۲ مدال برنز شده‌است.